# 懇求的信賴
《懇求的信賴》，又譯為《懇求的信心》、《祈求信任》或《懇求者的信賴之心》，是聖座教義部在2023年12月18日發布的一份關於天主教教義的宣言，允許天主教神父給予根據教會法未被視為已婚的夫妻祝福，包括對同性關係中的個人進行祝福。文件之副標題為《關於祝福的牧靈意義》，並於同日發布。該文件並獲教宗方濟各的簽署批准。這是自2000年《主耶穌》以來信仰教義部發布的首份宣言。得到了各種不同的解釋。在該文件發布三天後，教宗方濟各建議聖座的官僚應避免「固執的意識形態立場」。被認為是對教義部在2021年禁止對同性伴侶進行祝福的先前裁決的逆轉；但在於2024年1月4日發布的《新聞公報》中，該部門重申了2021年裁決中「教會並沒有權力祝福同性之間的結合」的涵義，並表示是「合乎傳統教義的」。

## 背景
在2021年，天主教信理部（後於2022年更名為信仰教義部教廷辦公室）發布一份對疑問的回應（Responsum），對於教會是否「有權給予同性伴侶的結合祝福」，給否定的回答。其原因在附帶的說明中詳細說明。
被一些媒體認為逆轉了這項2021年的決定；但這項決定事實上仍被和教義部《新聞公報》所引用，其中重申「教會並沒有權力祝福同性之間的結合」。

## 内容
對教會對於「非規範關係」（英語：Irregular relationships）的處理提供了澄清和改革，指的是那些建立了持久的單配偶制和情感紐帶，但未簽訂天主教婚姻的人。值得注意的是，這份宣言允許天主教神父和執事給予同性伴侶「自發性祝福」，以及未婚的異性伴侶和先前離婚但未獲得宣告無效的已婚夫妻，但僅是為了他們「能夠完全履行天主的旨意」。在一次採訪中，教會法典發展部部長維篤·厄瑪奴耳·費爾南德斯樞機解釋說，這樣的祝福適用於同性伴侶，「結合本身並未受到祝福，原因是聲明反覆解釋了基督教婚姻和性關係的真正含義」。
該文件詳細說明，這種非正式和自發性的祝福既不是天主教教會的聖事，也不是儀式，因此沒有專門的儀式進行。文件強調性關係只有在婚姻中才是合法的，因此敦促異性戀伴侶結婚，不將這種祝福視為婚姻的替代品。教會認為所有婚外性關係都是罪惡的，並且仍然如此，這就是為什麼要求對於同性關係中存在的情感影響。根據天主教教會的性道德，兩個同性之間的性吸引力並不受到譴責，但性行為則是被譴責的。
對於天主教教會的婚姻制度並未提供任何改變。天主教婚姻仍然僅被理解為一男一女的結合，排除了所有非異性戀和單配偶制的婚姻形式，例如同性婚姻，以及任何形式的異性戀或雙性戀重婚和多配偶制。

## 反應

### 天主教領導人

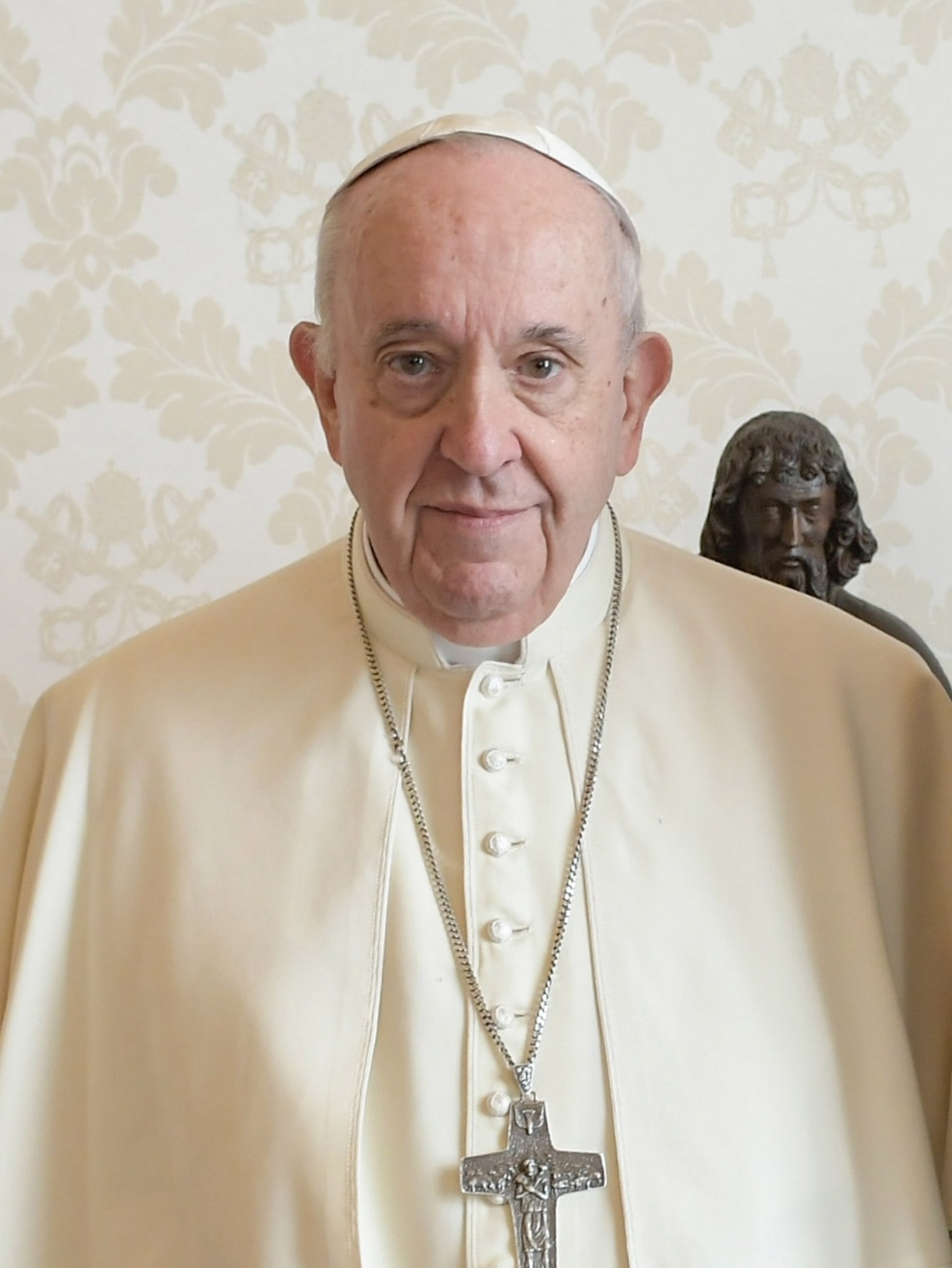
教宗方濟各（2021年）簽署了這一宣言。

在比利時，安特衛普主教柏耀漢（Johan Bonny）稱讚這一決定是朝著天主教會承認同性聖事婚姻的未來發展。根據薩爾茨堡大主教方濟·拉克納（Franz Lackner）的說法，這一文件基本上意味著對同性伴侶的祝福「不再能夠說不」。比利時天主教會發言人吉拉·德克爾普（Geert De Kerpel）表示，這一聲明對當地不會產生影響，因為同性伴侶已經在接受祝福，但這一聲明將在國際層面上正確地應用這種情況。美國耶穌會神父雅各伯·瑪爾定（James Martin）稱這一聲明是「教會在事奉LGBTQ人群方面的重大進步」，並展示了教會肯定同性伴侶對於「希望天主在他們承諾和愛的關係中出現並提供幫助」的渴望。隔天，他為一對已婚同性伴侶祝福。
在印度，錫隆大主教維篤·林多（Victor Lyngdoh）向聖職人員和信徒發出信函，再次強調了的情感。他強調祝福不應該被誤解為婚姻中教會所授予的祝福，並引用教宗方濟各的話，敦促信徒「避免成為『只會否定、拒絕和排斥』的法官」。
美國天主教主教團（USCCB）發表聲明表示，這一聲明對「禮儀（聖事）祝福」和「牧靈祝福」之間做出了區分，並且這一聲明確認了「教會對婚姻的教導並未改變」。美國主教羅伯·巴倫（Robert Barron）擔任美國天主教主教團的青年事務委員會主席，他表示這一聲明並未顯示天主教關於性與婚姻的教義發生了改變。加拿大天主教主教團也表示，這一文件明確肯定了教會對婚姻的「教導」。丹麥主教斯洛·科宗（Czeslaw Kozon）表示，問題不在於聲明的內容，而在於人們對其接受和解釋的方式。加納天主教主教團主教瑪竇·夸西·賈姆菲（Bishop Matthew Kwasi Gyamfi）主教表示：「人們不明白的是，如果一對同性伴侶去找神父祝福他們，而教宗說是的，你在祝福人們而不是他們的結合。」
然而，這一聲明引起了保守派天主教徒的爭議和批評，他們擔心這一決定是天主教會在同性戀問題上改變其長期立場的一步。哈薩克斯坦阿斯塔納聖母聖人大主教區譴責了，主教多馬·佩塔（Tomasz Peta）和助理主教亞他那修·施奈德（Athanasius Schneider）指責它違背了「神的啟示和天主教會兩千年來不間斷的教義和實踐」；他們禁止任何神父進行此類祝福。施奈德還表示，是一個「巨大的欺騙」，並警告說「在允許祝福同性伴侶時，內藏著邪惡」。馬拉威主教團也禁止實施梵蒂岡的聲明，聲明稱「在馬拉威不允許對任何形式的同性伴侶進行祝福」。同樣，贊比亞天主教主教會議和納米比亞天主教主教會議拒絕應用聲明，以避免違反當地法律並避免在牧靈實踐上存在任何不明確。烏克蘭希臘天主教大主教教長斯維亞托斯拉夫·舍夫丘克（Sviatoslav Shevchuk）援引東方教會法典，表示該聲明只適用於拉丁教會。保守派的波蘭主教團表示，任何非異性婚姻之外的性行為都是「對天主旨意的冒犯」。德國樞機主教吉拉·类斯·缪勒表示，教會的聲明引起了保守派天主教徒的爭議和批評。

### 教會內的LGBT權益組織
LGBT天主教徒倡議團體的執行董事弗朗西斯·德伯納多對文件中敦促不將尋求祝福的同性伴侶「受到詳盡的道德分析」的段落表示讚揚，同時表示該宣言的重要性「不容小覷」或無法言喻」。德貝納多此前在2023年10月與教宗方濟各會面。
葡萄牙LGBT天主教組織新方向在一份新聞聲明中對表示懷疑，聲明指出該宣言與天主教機構先前的聲明相比「絕無絲毫新意」，並對那些「處於邊緣地位的人建立橋樑的機會造成了又一次打擊」。

### 天主教教會外部組織
在教會外部，美國佈道家弗蘭克林·格雷厄姆和南方浸信會神學院院長阿爾伯特·莫勒（Albert Mohler）對此聲明表示批評。

## 延伸閱讀
- 教宗方濟各的著作目錄（英语：Pope Francis bibliography）
- 基督教教會對同性婚姻的祝福（英语：Blessing of same-sex unions in Christian churches）
- 天主教教會與同性戀（英语：Catholic Church and homosexuality）
  - 對天主教教義中同性戀的異議（英语：Dissent from Catholic teaching on homosexuality）
- 天主教教會的婚姻觀念（英语：Marriage in the Catholic Church）

## 外部連結
- 《Fiducia supplicans》英文版 （页面存档备份，存于） （英文）